# Carlos Gaviño de Franchy
Carlos Gaviño de Franchy  fue un poeta, crítíco de arte y editor español  nacido en Santa Cruz de Tenerife en 1952 y fallecido en la misma ciudad en 2022.

## Biografía
Carlos Gaviño de Franchy nació en Santa Cruz de Tenerife el 23 de octubre de 1952. Realizó estudios de Filosofía y Letras, en la rama de Geografía e Historia, en la Universidad de La Laguna. En 1987 obtuvo la primera "Beca de Creación Literaria" otorgada por el Gobierno de Canarias.
Ha sido presidente del Círculo de Bellas Artes de Tenerife entre 1985 y 2002' y miembro de la junta directiva del Ateneo de La Laguna, así como vocal de la Junta de Gobierno y supervisor de las publicaciones en la Real Sociedad Económica de Amigos del País de Tenerife. Desde 2010 es socio de número del Museo Canario y desde el 27 de marzo de 2012 es miembro del Instituto de Estudios Canarios. Sus excelente trabajo como editor obtuvo reconocimiento al ser nombrado académico correspondiente de la Real Academia Canaria de Bellas Artes en julio de 2018.
Falleció el 23 de diciembre de 2022, en Santa Cruz de Tenerife.

## Actividad periodística
En 1978 funda junto con Carlos Eduardo Pinto Trujillo la revista Papeles invertidos que se publicó de forma irregular hasta 1980 y que estaba dedicada a la publicación de trabajos de la vanguardia nacional y canaria.
Entre 1985 y 1988 dirigió con Domingo-Luis Hernández y Carlos Díaz-Bertrana las páginas culturales del periódico El Día, "Tagoror Segunda Época".
Ha dirigido el semanario de arte y cultura, "Aislados" del periódico El Mundo desde 1999 hasta su desaparición en 2002.
Ha colaborado como comentarista de arte, literatura y artes gráficas, con multitud de artículos en los periódicos de las Islas Canarias durante los últimos 40 años y participado activamente en las revistas Blanco (de cuyo consejo de Redacción fue miembro), Atlántica, Hartísimo, Gaceta de Canarias y Linden Lane Magazine de Princeton.
Estuvo a su cargo la sección "Galería Canaria de Retratos" de la revista El Museo Canario y es miembro del consejo de redacción de Cartas diferentes publicación dedicada al patrimonio documental de Canarias.

## Actividad literaria
Fundó junto con Juan Hidalgo y Carlos Díaz-Bertrana el «Grupo Boabab», que realizó una labor editorial independiente y se ocupó de la divulgación de la cultura contemporánea en el archipiélago canario: Primera Semana de Música y Poesía Contemporánea de Santa Cruz de Tenerife; Jornadas de Arte Actual en el Ateneo de La Laguna (con conciertos de Carles Santos, Llorenç Barber, Fátima Miranda, Tom Johnson, Walter Marcheti, Esther Ferrer, etc.); y espectáculos de poesía de acción de Charles Heidzieck, Arrigo Lora-Totino y Patricia Vicinelli, entre otros.
En 1984 publicó la “plaquette” titulada La emancipación de los objetos en la editorial Boabab con ilustraciones de José Dámaso y que, posteriormente en 1989 dio lugar al poemario del mismo título, publicado por la editorial Hyperion. En 1985 la editorial Boabab publicó otro pequeño libro de poemas del autor titulado Sobre las piernas, que fue presentado por Maud Westerdahl en el Círculo de Bellas Artes de Santa Cruz de Tenerife.
Fundó y dirigió las siguientes colecciones literarias: «Poesía», «El Gabinete Isleño», «Textos del invitado» y «Biblioteca Julio Castro de Autores Canarios», así como la «Biblioteca Capitalina» del Ayuntamiento de Santa Cruz de Tenerife, en colaboración con Isabel Pérez Schwartz.
A su cuidado han estado centenares de publicaciones editadas por instituciones públicas y privadas. Es autor de numerosos artículos de tema artístico y literario y su trabajo se ha caracterizado siempre por la combinación entre la plástica y la literatura, siendo en ello uno de los precursores de su generación.

## Libros publicados

### Poesía
- Sobre las piernas. Ilustrado por Fernando Álamo. Libros Boabab. Santa Cruz de Tenerife: Libros Boabab, 1987.
- La emancipación de los objetos. Ilustrado por José Dámaso. Madrid: Hyperion, 1989.
- Monumenta Lingua. Introducción de Juan Hidalgo. Madrid: Ediciones Nieva, 1987.
- Mundana. Colección Pasos sobre el Mar. Las Palmas de Gran Canaria, 1994.[5]

### Historia y Artes Gráficas
- Introducción en Hidalgo, Juan: Juan Hidalgo de Juan Hidalgo.  Valencia: Pre-Textos, 1991.
- "José Desiderio Dugour. Un naufragio afortunado"» en Dugour, José Desiré: Historia de Santa Cruz de Tenerife. Tenerife: Fundación Santa Cruz 94, 1994.
- Ernesto Meléndez: Gabinete de Retratos de Canarios Ilustres. Las Palmas de Gran Canaria: Cabildo de Gran Canaria, Casa de Colón, 1998.
- "Los Clavijo. Siglos XVI, XVII y XVIII" en Clavijo y Fajardo, José: El Pensador. La Laguna: Real Sociedad Económica de Amigos del País de Tenerife, 2001
- Introducción, transcripción y notas en Ruiz y Aguilar, Ricardo: Estancia en Tenerife.  Tenerife: Cabildo Insular, 2000.
- Introducción en Álbum de Victorina Bridoux y Mazzini de Domínguez. Biblioteca Capitalina. Santa Cruz de Tenerife: Ayuntamiento, 2001.
- "Diego Crosa: Un apunte biográfico". En Crosa, Diego: Romancero guanche. Biblioteca Capitalina. Santa Cruz de Tenerife: Ayuntamiento, 2001.
- "El retrato y las artes gráficas en Canarias". En Arte en Canarias. Siglos XV-XIX. Canarias: Gobierno de Canarias, 2001.
- "Algunas estampas iconográficas en libros y revistas canarias". En Rostros de la isla. El arte del retrato en Canarias [1700-2000]. Cabildo de Gran Canaria. Cabildo de Tenerife. Gobierno de Canarias. Madrid, 2002.
- "Bory de Saint Vincent". En El Museo Canario. Noticias. Segundo cuatrimestre, pp. 26-29. Las Palmas de Gran Canaria: Museo canario, 2004.
- Introducción en Jordán, Francisco: Tinerfe (Poesías). Ayuntamiento de Haría. La Laguna de Tenrife, 2004.
- "Andrés Avelino de Orihuela".  En El Museo Canario. Noticias. Primer cuatrimestre. Las Palmas de Gran Canaria: Museo Canario, 2005.
- "Maud [Bonneaud] Westerdahl. Biocronología. Un poema de Maud. A propósito de Maud. Los amigos de Maud". En Eduardo y Maud Westerdahl, 2 miradas del siglo 20. Las Palmas de Gran Canaria: Centro Atlántico de Arte Moderno, 2005.
- "Plátanos y postales". En El fruto de la tierra. Islas Canarias: Asprocán-Gobierno de Canarias, 2006.
- Traducción de Los dos que se cruzan de Óscar Domínguez. La Laguna: Ayuntamiento, 2006.
- La estampa en Canarias. Desde los comienzos del reinado de Felipe V hasta la subida al trono de Isabel II. En Hernández Socorro, María de los Reyes, Gerardo Fuentes Pérez y Carlos Gaviño de Franchy: El despertar de la cultura en la época contemporánea. Artistas y manifestaciones culturales del siglo XIX en Canarias. Santa Cruz de Tenerife: Gobierno de Canarias, 2008.
- La familia de Viera”  y “Los retratos de don José de Viera y Clavijo. En Sánchez Rodríguez, Julio, Carlos Gaviño de Franchy y Juan Gómez-Pamo Guerra del Río: Estudios sobre Viera. Religión, familia, iconografía y emblemática. Colección In dibus illis. Santa Cruz de Tenerife, 2014.